# 靛蓝彩鹀
靛蓝彩鹀（Passerina cyanea）是屬於主紅雀科的一种小型食籽鸟，身长11.5—13 cm（4.5—5.1英寸），靛蓝彩鹀的雄性和雌性顏色有所不同，夏天雄性羽毛為藍色，冬季為棕色，雌性則一直為棕色，所以該物種在顏色方面屬於两性异形。雌性負責筑巢和孵化。靛蓝彩鹀在夏季食物主要是昆虫，冬季的食物主要是种子。它也是一種候鸟，它們在繁殖季節會从加拿大南部前往佛罗里达州北部繁殖，冬季又會从佛罗里达州南部飛到南美洲北部。它经常在夜间迁徙並利用星星来导航。它的栖息地是农田、灌木丛和开阔的林地。

## 外部鏈接
- 互聯網鳥類收藏上有关Indigo bunting的錄像、照片和音頻
- VIREO上Indigo bunting的圖片
- Indigo bunting bird sound at Florida Museum of Natural History